# Jean Chrétien (général)
Pour les articles homonymes, voir Jean Chrétien et Chrétien (homonymie).
Jean Chrétien, né le 13 février 1897 à Saint-Brieuc (Côtes-du-Nord) et mort le 12 février 1988  à Malbuisson (Doubs), est un général de brigade et président de société français.
Chef des services de contre-espionnage en Afrique du Nord de début 1941 à début 1943 puis au sein de la Direction générale des études et recherches (DGER), il est l'une des grandes figures des services spéciaux de renseignements français pendant la Seconde Guerre mondiale. Il a notamment pris une part active à la préparation du débarquement allié en Afrique du Nord en novembre 1942 et contribué efficacement à son succès puis à celui de la campagne de Tunisie.

## Biographie

### Famille et formation
Jean Hector Adrien Chrétien naît le 13 février 1897 à Saint-Brieuc du mariage à Lille d'Émile Henri Jean Baptiste Chrétien, professeur de sciences au lycée de Saint-Brieuc, frère du général de division Paul Chrétien, et d’Alice Marie Lefort,.
Il intègre l'École supérieure de guerre (promotion 1923-1925). C'est durant ces études que le 28 juillet 1924, il épouse Suzanne Marie Gabrielle Labansat avec qui il aura deux garçons et quatre filles. Veuf, il épouse en secondes noces Raymonde Latieule, le 7 juin 1963.

### Carrière militaire

#### Première Guerre mondiale
Engagé volontaire à dix-sept ans pendant la Première Guerre mondiale, il est rapidement promu sous-lieutenant. En février 1916, près de Verdun, il est blessé à la main gauche et doit être amputé d'un doigt. Il est cité à l'ordre du corps d'armée,.

#### Entre-deux-guerres
À sa sortie de l'École supérieure de guerre, Jean Chrétien intègre l'armée coloniale en 1926. Il est placé en congé de cinq ans cette même année et fait chevalier de la Légion d'honneur le 26 décembre 1927.
Peu après son retour dans l'armée active, il part en 1932 pour Beyrouth et rejoint l’état-major des troupes des territoires de Damas.
En 1934, il est de retour en métropole ou il rejoint la section de politique étrangère de l’état-major de la Défense nationale à Paris. Deux ans plus tard, il passe à la section économique de mobilisation industrielle du colonel Georges Groussard. Dans le contexte anticommuniste de la fin des années trente, Groussard propose à Chrétien, alors capitaine, de s'organiser « face à la subversion dans l'armée ». Ils fondent au sein de l'armée d'active un réseau clandestin destiné à riposter à un coup de force communiste. C'est à ce moment que Chrétien fait la connaissance du capitaine André Brouillard alias « Pierre Nord », alors chef du 2e bureau de la région militaire de Paris, qui prête son concours au réseau clandestin. Leur réseau fusionne fin août 1936 avec le réseau Corvignolles de Georges Loustaunau-Lacau,,. L'année suivante, Chrétien sera muté et perdra tout contact avec le réseau.
En 1937, Jean Chrétien est promu chef de bataillon et affecté à Dakar au service de renseignements intercolonial (SRI) du colonel Georges Nyo.

#### Seconde Guerre mondiale
Lorsque la Seconde Guerre mondiale éclate, il participe à la Bataille de France en juin 1940 comme chef d'état-Major de la 8e division d'infanterie coloniale (8e DIC). Il est cité à l'ordre de la division pour sa conduite au cours des journées du 11 au 24 juin,.
En février 1941, Louis Rivet, alors responsable des services de renseignements clandestins, charge Jean Chrétien de diriger le contre-espionnage à Alger. Avec son ami Henri Navarre, chef du 2e Bureau du général Weygand, proconsul en Afrique, ils exercent tous les pouvoirs de haute police politique en Afrique du Nord avec pour objectif de faire d’Alger un pôle de la résistance française comme celui de Londres. Le 25 décembre 1941, il est promu lieutenant-colonel.
C'est en 1942 que Jean Chrétien se distingue particulièrement en ayant une part très active, voire décisive,,,, à la préparation et au succès du débarquement allié Afrique du Nord en novembre 1942 « tant par son action personnelle que par l’aide apportée par ses services, qui ont complètement voilé aux yeux de l’Allemagne les préparatifs en cours » puis en entreprenant, en liaison avec les services alliés, « une manœuvre d’intoxication de grande envergure dont le rôle fut décisif » au cours de la campagne de Tunisie,,. Selon Alain Guérin, il joua un rôle aussi important que celui d'Henri Navarre dans la lutte antiallemande.
En mars 1943, à la suite de la réorganisation du service de renseignement et à l'arrivée de Paul Paillole qui réunifie le contre-espionnage et les services de sécurité de la métropole et d'Afrique du Nord et en prend la direction, Chrétien, promu colonel en décembre 1942, retourne dans l'infanterie.
À la tête du 13e régiment de tirailleurs sénégalais (13e RTS), il participe à la conquête de l'île d'Elbe en juin 1944. Il est cité à l'ordre de l'armée pour ce fait d'arme,,. Il est cependant remplacé mi-juillet à cause d'incidents entre ses hommes et des civils italiens.
En novembre 1944, il réintègre les renseignements et devient, jusqu'à la fin de la guerre, le premier chef du contre-espionnage de la Direction générale des études et recherches (DGER) (qui deviendra le Service de documentation extérieure et de contre-espionnage (SDECE) fin 1945), nouvellement créée et dirigée par Jacques Soustelle,.
Déjà décoré en juin 1943 avec plusieurs officiers français et britanniques de la Legion of Merit par Franklin Delano Roosevelt sur proposition de Dwight D. Eisenhower pour son rôle dans le débarquement allié en Afrique du Nord et lors de la Campagne de Tunisie, il est cité à l’ordre de l’armée le 30 mai 1945 pour la totalité de son action en Afrique du Nord,.

#### Après-guerre
De la mi-45 à la mi-47, Chrétien sert dans les forces d'occupation en Allemagne.
En mars 1946, il est nommé général de brigade et promu au grade d'officier dans l'ordre national de la Légion d'honneur en novembre de la même année.
Il quitte l'armée fin décembre 1947.

### Carrière professionnelle
Après avoir démissionné de l'armée, Jean Chrétien poursuit une carrière dans la banque. Il est directeur de la caisse néerlandaise de crédit à Tanger de 1950 à 1959, et président de l'Union minière de l'Atlas occidental à partir de 1956.
Il est par ailleurs délégué de Tanger au Conseil supérieur des Français de l'étranger, de 1955 à 1963.
Il meurt le 12 février 1988 à Malbuisson, âgé de 90 ans.

## Hommage
Jean Chrétien est le « colonel C... » de l'ouvrage de Pierre Nord, Mes Camarades sont morts et a inspiré le personnage du « colonel Christian » de son roman Le Guet-Apens d’Alger.

## Publication
- « Le débarquement à l'île d'Elbe du 13e RTS (18 juin 1944) » in Revue historique des armées, Les Troupes de Marine, no 101, Service historique de la Défense, octobre 1970, p. 80-89

## Décorations
- Commandeur de la Légion d'honneur le 6 août 1952[25].
  -  Officier de la Légion d'honneur le 15 novembre 1946[20].
  -  Chevalier de la Légion d'honneur le 26 décembre 1927[4].
- Croix de guerre 1914–1918, étoile de vermeil (1 citation)[26].
- Croix de guerre 1939–1945 (3 citations)[SHD 1],[SHD 3],[SHD 2].
- Médaille de la Résistance française avec rosette (décret du 20 novembre 1946)[27],[2].
- Croix du combattant
- Insigne des blessés militaires
- Médaille interalliée de la Victoire
- Médaille commémorative de la guerre 1914–1918
- Médaille commémorative française de la guerre 1939–1945
- Commandeur de l'Étoile noire (Bénin).
- Legion of Merit (États-Unis) (1943)[19].
- Ordre du Service distingué (Royaume-uni)[2].
- Officier de l'Ordre de l'Empire britannique (Royaume-Uni).